# 龙岗大道
龍崗大道是中華人民共和國廣東省深圳市龍崗區一條東西向主幹道，公路技术等级为一级公路，雙向行車線8至10條，從草埔地鐵站經布吉街道、南湾街道、橫崗街道、园山街道、龍城街道、龍崗街道、坪地街道到惠州市交界，為 205国道的組成部分。

## 歷史

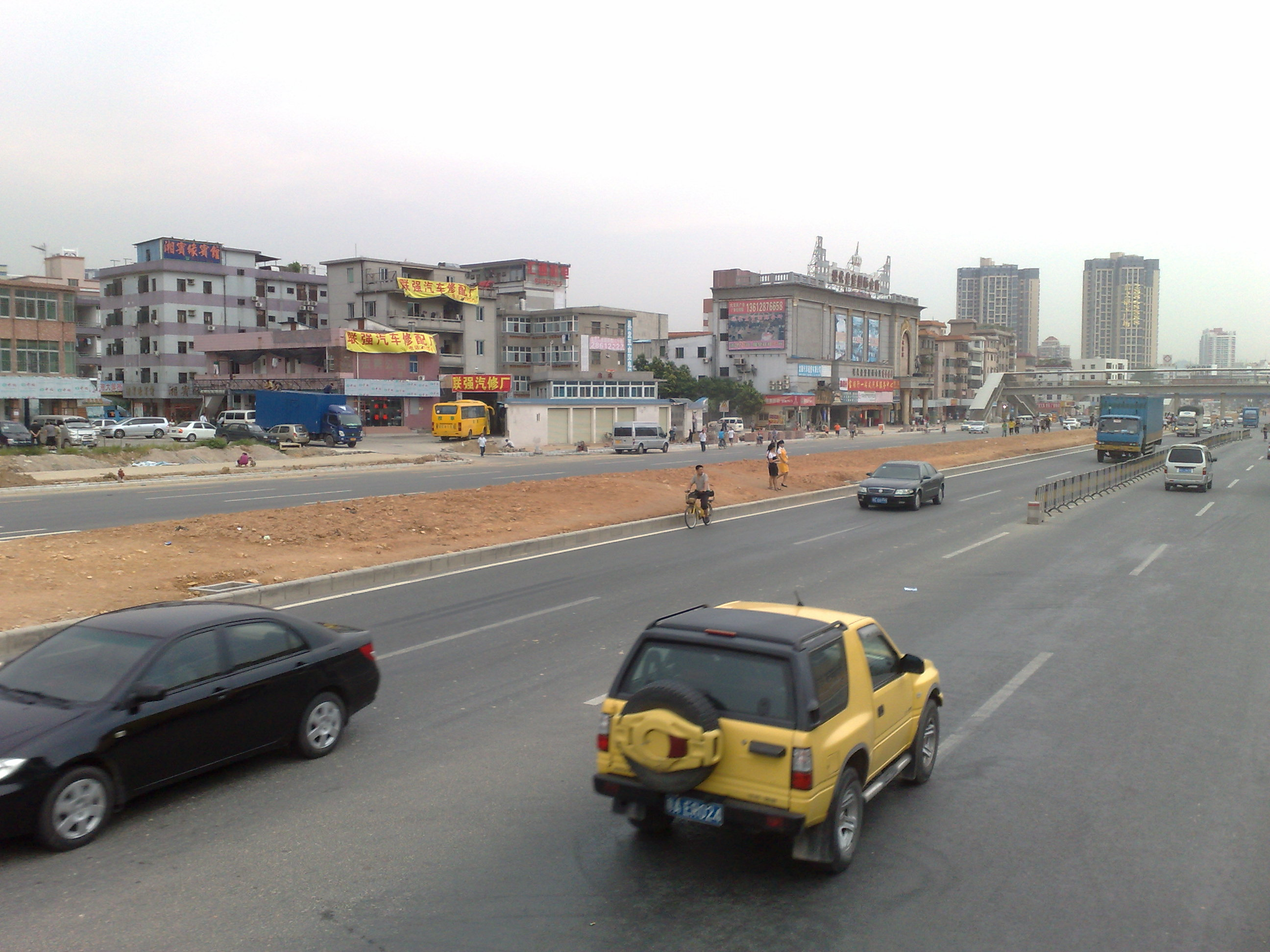
龙岗大道横岗段（2011年，地铁3号线刚完工时）

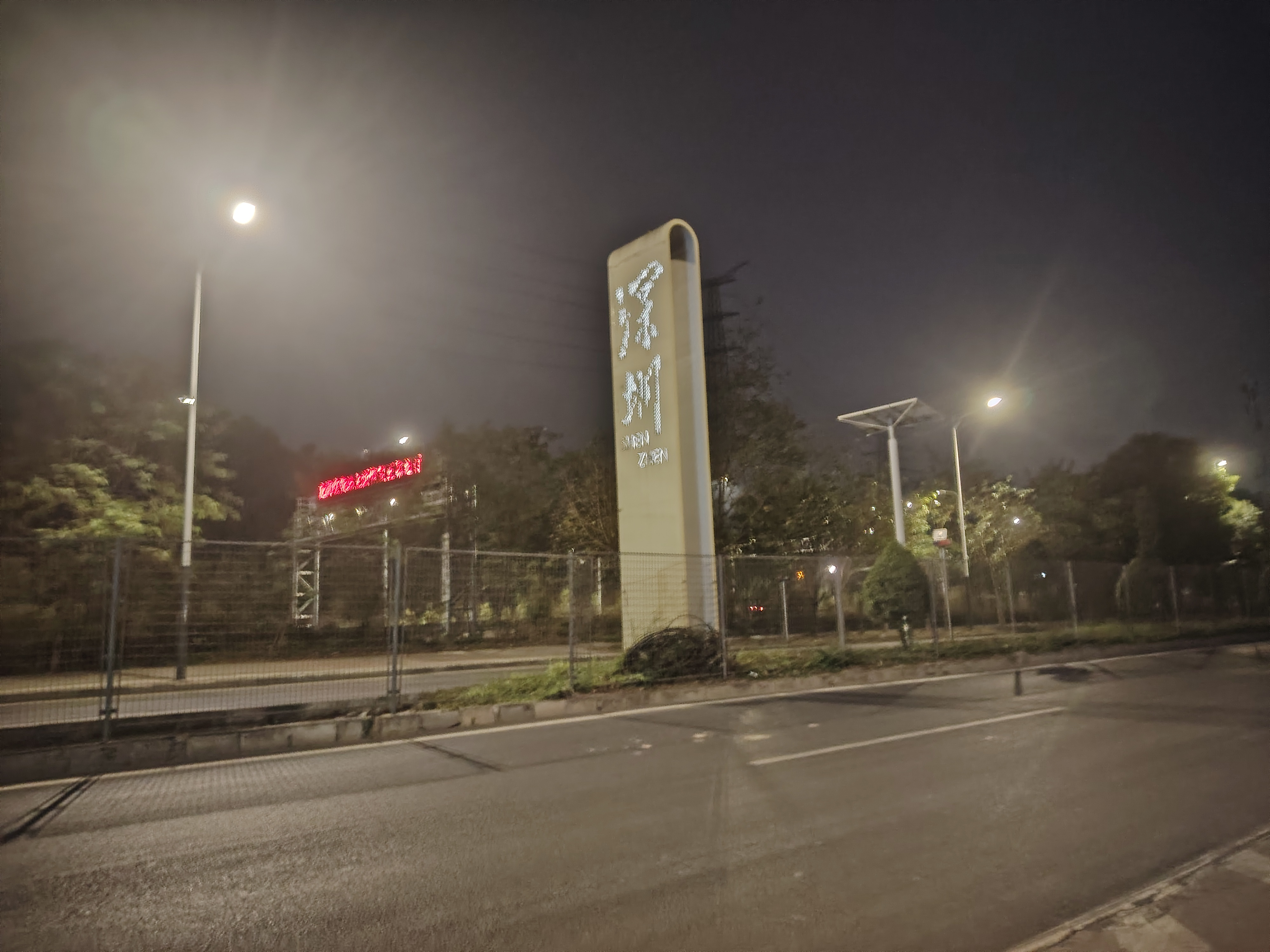
G205深惠界深圳标志碑，一般认为是龙岗大道北端起点

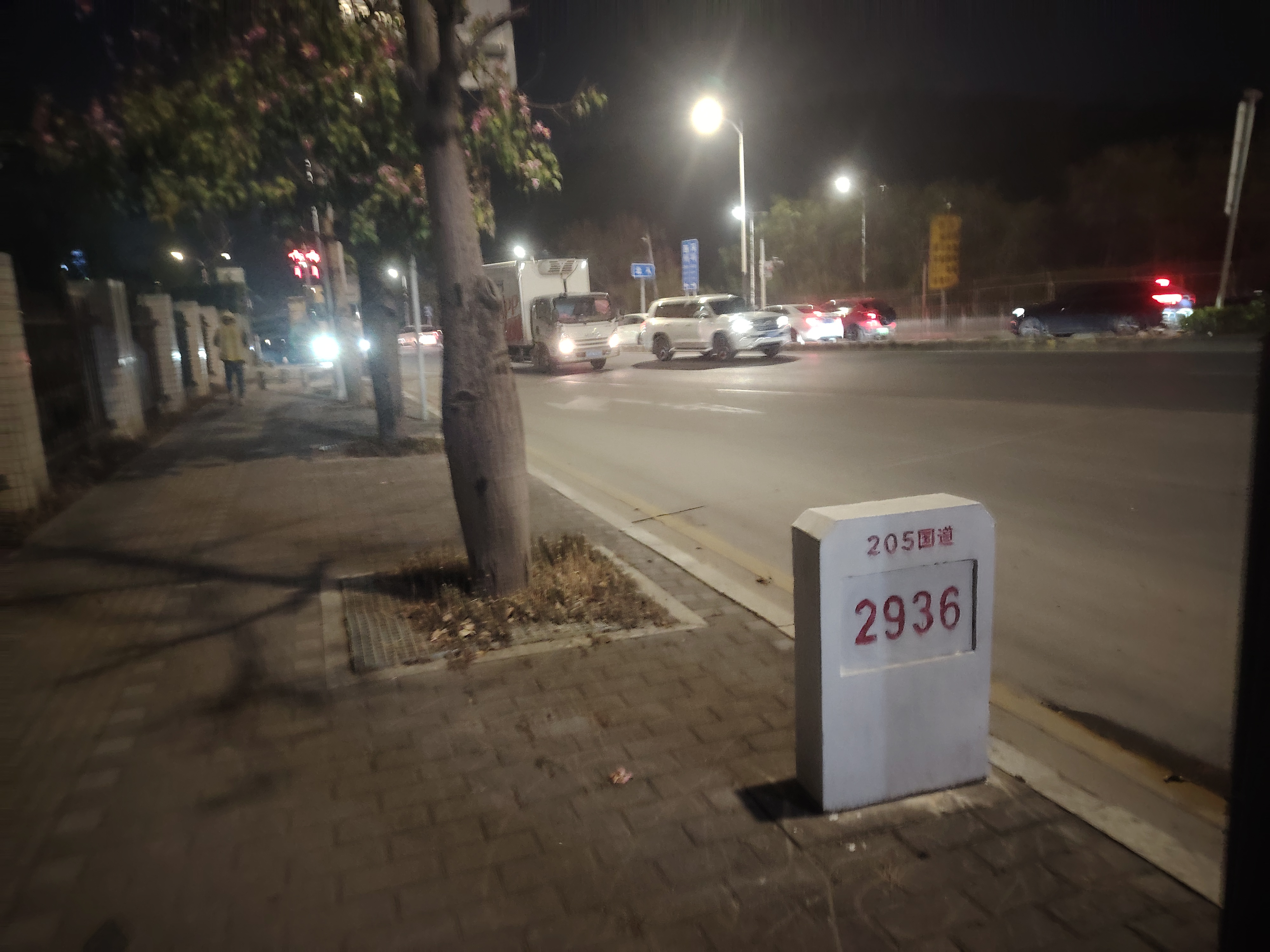
205国道2936公里里程碑，自此往南即为龙岗大道

龍崗大道原为深惠路深圳段，是深圳市龍崗區的主要道路，連接深圳市和惠州市。
深惠公路始于1935年（民国24年）通车的龙岗到深圳墟的公路，由宝安县葵涌镇人彭东海集资开设的淡水平湖联星行车公司修筑，并经营公路客货运输，不久分为三个路段
- 沙湾圩—深圳墟为沙深公路（今日的沙湾路，与今日位于盐田区的沙深路完全不同）
- 横岗—沙湾圩为横沙公路
- 龙岗—横岗为龙横公路（部分记载则以龙岗的分水凹为端点，称分横公路）

之后几年（1938年前）另建成了龙岗至惠阳县（今惠州市）新圩镇的公路（龙新公路），上述四条公路连着惠樟公路及惠淡公路的部分路段（后两者均位于今惠州市）即现今深惠公路的雏形。
当时以上公路大多为路宽仅3米左右的砂石路，跨河多采用木桥与圆管涵洞，条件简陋，遇到雨天即无法行车。
1938年10月 侵华日军占领龙岗等地，淡水平湖联星行车公司不得不停业，上述四条道路也因战事中断，直到1945年抗战胜利后龙岗至深圳墟段才大致修复。
第二次国共内战期间道路再度被损毁，直至1950年1月抢修通车。
1956年，龙岗至惠州新圩段简易公路得以重新修通。在70年代本段开始铺筑柏油路，同时此段正式划入深惠公路。
1982年改建为沥青道路并编入省道，称广东省省道1915干线，此时路面宽也仅为7米，为双向两车道，当时起点为坪地坑塘坳经沙湾检查站入深圳经济特区，有26公里。
1988年开始按一级路（国道）标准改造，1989年底完成13公里，1990年冬全段竣工并铺上水泥混凝土路面。
1993年10月至1994年10月按六车道一级公路标准进行扩建，并始建布吉高架桥、大芬立交桥，约在这之后深惠公路在丹竹头—大芬之间不再绕经沙湾墟而是经由现今的路段。
1994年8月至1996年1月修建龙岗立交桥。
1996年划入205国道。
2007年，由龍崗區政府投資的深圳地鐵3號線一期工程啟動，因路線主要沿深惠路而建，藉興建地鐵的機會，深惠路得以改造，升级为双向八车道的主干道路，並將部分路口立交化，及在沿線進行綠化工程。
2012年，龍崗區政府公告，深惠路（龙岗区段，坪地坑塘坳——洪湖立交桥）改名為龍崗大道。

## 交通

### 公共交通服務
龍崗大道是來往羅湖區和龍崗區的主要幹道，因此有不少公交路線途經和設站。
深圳地鐵3號線沿龍崗大道而建，目前在龍崗大道設有出入口的地鐵站有：
- 雙龍站
- 南聯站
- 龍城廣場站
- 吉祥站
- 愛聯站
- 大運站
- 荷坳站
- 永湖站
- 橫崗站
- 塘坑站
- 六約站
- 丹竹頭站
- 大芬站
- 木棉灣站
- 布吉站
- 草埔站

### 主要交匯道路
- 文錦北路
- 布沙路、布龙路
- 丹平快速路
- 惠鹽路
- 橫坪公路（保安立交）
- 沈海高速公路
- 愛南路
- 黃閣路
- 龍城大道
- 深汕公路

## 途經街道
- 布吉街道
- 南湾街道
- 橫崗街道
- 圆山街道
- 龙城街道
- 龙岗街道
- 坪地街道

## 沿線建築
- 布吉檢查站
- 大芬油畫村
- 橫崗大廈
- 橫崗人民公園
- 信義御城、松柏天虹百貨
- 信義湛寶廣場、橫崗天虹百貨
- 龍洲百貨
- 橫崗長途汽車站
- 龍崗Coco Park
- 龍城廣場
- 深圳書城龍崗城
- 龍城萬科里
- 遠洋新幹線／遠洋V-PARK
- 鵬達摩爾城
- 五洲風情購物中心
- 雙龍天虹百貨